# Chancelier de Savoie
Le chancelier de Savoie, parfois dit grand chancelier, est un grand officier du comté, puis surtout du duché de Savoie, nommé par les princes de Savoie et chargé de l'administration savoyarde. Il ne doit pas être confondu avec le chancelier du conseil comtal.

## Histoire
Les comtes Humbertiens, devenus de Savoie, dans le contexte de la création d'un État et d'une cour itinérante, ont recours à un personnage, appartenant à l'Hôtel comtal et ayant la responsabilité de la rédaction et du scellement des actes, le chancelier,. La première mention d'un chancelier comtal est un certain Mathieu, qui occupe cette fonction auprès du comte Amédée III, en 1129,. Un second, Richard, est chancelier du comte Humbert III, vers l'an 1173, puis Maurice en 1189, au début du règne de Thomas Ier,. Le rôle du chancelier au cours des XIe – XIIe siècles reste limité,. Les comtes font le choix de recourir à des scriptores — une personne qui écrit — pour la rédaction des actes et des sigillatores (garde-scel) pour sceller les expéditions. À la suite de Demotz, le médiéviste Nicolas Carrier souligne que « très tôt, le comte semble avoir voulu éviter de confier son sceau (symbole et instrument essentiel de pouvoir) pendant une longue période à la même personne, encore moins à la même famille. ». Ainsi, le comte Thomas Ier supprime l'office — Maurice n'est plus désigné comme chancelier, mais comme rédacteur — et son fils, Pierre II, le confie à un laïc juriste. Pour Bernard Demotz (2000) la disparition du chancelier correspond au désir des comtes d'éviter « l'usage d'un titre qui rappelle trop qu'un archevêque situé hors de leur contrôle porte le titre de chancelier du royaume de Bourgogne. »
L'expansion territoriale au cours du XIIIe siècle implique la mise en place, l'institutionnalisation, d'une organisation territoriale alors que jusqu'à présent les comtes s'appuient principalement sur l'échelon local. La Chancellerie devient un rouage important de cette administration centrale naissante où l'usage de l'écrit et des supports sur des parchemins se développent. Le nombre de secrétaires augmentant, le recours à un supérieur pour superviser l'ensemble devient nécessaire.
La charge de Chancelier redevient officielle à partir de l'année 1330, le 30 mai plus précisément, sous le règne du comte Aymon, où le chancelier est défini comme le « véritable chef du Conseil et de toute l’administration ». Jean de Méry, un juriste, prend la place occupée jusque-là par des clercs et obtient rapidement la place de « vice-président du Conseil itinérant » ainsi qu'un droit de regard de plus en plus important sur l'ensemble des actes signés et scellés. François Capré de Megève (1620-1706), secrétaire d'État et maître ordinaire en la Chambre des comptes du duc de Savoie, indiquait que le chancelier ne commence formellement à être chef de la justice qu'en 1350.
Les Statuts de Savoie de 1430 confirment le rôle du chancelier comme chef du conseil résident ducal. Au cours du règne du duc Emmanuel-Philibert de Savoie, l'office se maintient, demeurant « la principale charge et dignité de l'État », selon Perret. C'est au cours de cette période où il est d'usage de parler de grand chancelier. On observe par ailleurs, que désormais l'office est, depuis le XVe siècle, tenue par des Piémontais. Il faut attendre 1580 pour qu'il passe à nouveau à un Savoyard, Louis Milliet.
Avec le transfert de la capitale politique savoyarde de Chambéry à Turin, en 1563, le siège de la Chancellerie est également déplacée, même s'il reste une petite chancellerie à Chambéry. Le président du Sénat de Savoie se substitue au chancelier pour cette partie du duché.

## Attributions
Personnage clef de la Cour savoyarde, acteur majeur dans les décisions tant politiques, diplomatiques que judiciaires, responsable de la Chancellerie, Castelnuovo (2011) considère cet officier comme « L'une des clefs de voûte de l'organisation idéologique et documentaire de la principauté ». Il est le second personnage de l'État. Le chancelier tout comme les officiers auprès du prince sont nommés pour une durée limitée et ils sont révocables.
L'historiographe Samuel Guichenon (1660) apportait une définition du rôle du chancelier, citée notamment par l'historien Roger Devos (1985) ou encore le médiéviste Guido Castelnuovo (2011) :

« C'est l'œil du Prince, par lequel il regarde la face de son État ; c'est son oreille, par laquelle il entend les plaintes de ses Sujets ; c'est sa langue qui déclare sa volonté, & prononce les Oracles de ses Édits. »

— Histoire généalogique de la royale maison de Savoie (1660).
Le chancelier acquiert sa dimension de grand officier au cours des XIIIe – XIVe siècles av. J.-C., jusque-là leur pouvoir était limité. Il faut attendre l'année 1330 pour que son rôle acquière une nouvelle dimension, avec le développement de l'usage des sceaux sur les actes en partance de l'Hôtel du prince. Il est désormais « au courant de toutes les affaires ! » Il contrôle tous les actes et il est responsable de l'ensemble des notaires-secrétaires du comte. Il est aussi parfois chargé de diriger le Conseil du comte, voire parfois « de conduire des ambassades importantes et difficiles, et de recevoir les serments des officiers ». Il reçoit ainsi ceux des juges ainsi que des principaux fonctionnaires avant leur entrée en fonction.
Si le chancelier possède le sceau, il n'en est pas le seul dépositaire. Le comte possède « depuis longtemps un grand sceau équestre qui comporte au XIIIe siècle, au moins depuis Amédée IV, un revers appelé secret et servant de contre-sceau. » Certains membres de la famille comtale, la comtesse ou encore les frères du comte, ou encore le chancelier du Conseil résident et les juges possèdent également le leur.

## Chanceliers de Savoie
Samuel Guichenon (XVIIe siècle) produit une liste, d'après le Catalogue des chanceliers de Savoie de Louis della Chiesa, conseiller du duc Charles-Emmanuel et sénateur au Sénat de Turin, du milieu du XIIe siècle à 1658. La liste est complétée et amendée par les études récentes.